# Malu Mulher
Malu Mulher —llamada Malú, mujer en España y Una mujer llamada Malú en Cuba— es una serie de televisión brasileña de drama creada por Daniel Filho  y producida por la cadena TV Globo desde el 24 de mayo de 1979, hasta el 22 de diciembre de 1980. Su argumento está inspirado en la película estadunidense An Unmarried Woman (1978), de Paul Mazursky, al que retrató las relaciones entre hombre y mujer; las dificultades de la vida matrimonial y la profesional; la educación de los niños; y la brecha generacional. La serie también abordaba la condición de la mujer emancipada que, ante una libertad recién conquistada, quería asumir responsabilidades sin tener que someterse a la figura de su marido. Emitida en 55 países, Malu Mulher se convirtió en referencia de la televisión brasileña.
El personaje Malu (Regina Duarte) era una mujer de ideas liberales, que se separó de su marido machista, y salió a luchar por sus derechos, como madre, ciudadana y mujer. La serie recibió el Premio Ondas 79, otorgado por la Sociedad Española de Radiodifusión y Radio Barcelona, como mejor programa de televisión de Iberoamérica, y el premio Íris 80, otorgado por la Asociación Americana de Programadores de Televisión, a la mejor producción extranjera emitida en la televisión estadounidense. En Brasil, fue elegida por la APCA (Associação Paulista de Críticos de Arte) la mejor serie de televisión de 1979.

## Producción
Malu Mulher se basó en la película An Unmarried Woman, una comedia de Paul Mazursky, estrenada en 1978. La idea del director Daniel Filho fue abordar con la serie las dificultades que enfrenta una mujer separada y, también, la emancipación femenina. Las primeras reuniones para crear la serie se dieron en la casa del director, con la participación del futuro equipo de producción y guionistas del programa, además de Regina Duarte y la socióloga Ruth Cardoso, amiga de la actriz. Filho incluso presentó una versión de la serie a la dirección de TV Globo, al estilo de las comedias de situación estadounidenses —esta versión no fue aprobada por la emisora— José Bonifácio de Oliveira Sobrinho, consideró que la idea original presentada con relatos sobre la vida de mujeres contemporáneas, con un enfoque más dramático, era más interesante. Duarte eligió el título de la serie; Malu fue el nombre del primer personaje que interpretó la actriz en la televisión, en la telenovela A Deusa Vencida (1965), de TV Excelsior.

### Banda sonora
La banda sonora de Malu Mulher fue producida por Guto Graça Mello. Entre las 11 canciones, lo más destacado de la banda sonora fue la canción de apertura de la serie: «Começar de Novo», compuesta especialmente para el programa por Ivan Lins y Vitor Martins y interpretada por Simone. Para la exhibición de Malu Mulher en Estados Unidos, la canción fue regrabada por Barbra Streisand y Sarah Vaughan.
Lista de canciones
1. «Começar de Novo» — Simone
2. «O Bebado e a Equilibrista» — Elis Regina
3. «Mania de Você» — Rita Lee
4. «Álibi» — Maria Bethânia
5. «Que Me Venha Esse Homem» — Fafá de Belém
6. «Seu Corpo» — Joanna
7. «Paula e Bebeto» — Gal Costa
8. «Dois Meninos» — Maysa
9. «Não Há Cabeça» — Marina
10. «Pecado Original» — Zezé Motta
11. «Feminina» — Quarteto Em Cy

## Sinopsis
Malu (Regina Duarte), casada desde hace trece años con Pedro Henrique (Dennis Carvalho), y con una hija adolescente, Elisa (Narjara Turetta), descubre la infidelidad de su marido y empieza a cuestionar su vida y su rutina doméstica. Recientemente divorciada, comienza a enfrentarse al mundo que la rodea en busca de sus verdades. Y necesita volver a trabajar y mantener a su casa ya su hija.
Las historias muestran las dificultades de las mujeres brasileñas, maduras y divorciadas, para posicionarse en la sociedad, en la familia y en una nueva relación afectiva. Malu pasa por varios intentos fallidos de encontrar trabajo: traduce, vende ropa, escribe cuentos y hasta canta en discotecas. Además, se culpa a sí mismo por haber dejado sola a su hija para trabajar.

## Reparto

### Personajes principales
- Regina Duarte como Maria Lúcia Fonseca (Malu)
- Dennis Carvalho como Pedro Henrique
- Narjara Turetta como Elisa Fonseca
- Antônio Petrin como Gabriel Fonseca
- Sônia Guedes como Elza Fonseca

### Participaciones especiales
| - Marília Pêra como Clarisse - Ricardo Petraglia como Vitor Amorim - Lúcia Alves como la esposa de Vitor - Monique Curi - Elza Gomes como abuela - Cláudio Marzo - Susana Vieira - Gianfrancesco Guarnieri como Duca - Renée de Vielmond como Cintia - Paulo Figueiredo como Mário - Natália do Vale como Vilma - Gracindo Júnior como Celso - Dina Sfat como Esmeralda Perón - Mauro Mendonça - Ruthinéia de Moraes como Vera - Wanda Lacerda como Dora - Mário Lago - Lucélia Santos como Josineide - Fábio Júnior como Jorginho - Daniel Dantas - Guilherme Arantes - Ricardo Blat - Fátima Freire - Christiane Torloni como Sandra - Ney Latorraca como André | - Arlete Salles como Rute - Fábio Sabag como doctor - Eva Wilma como Vera - Carlos Zara - Yoná Magalhães como Alba - Duse Nacaratti como Dorothy - Cecil Thiré como doctor - Ângela Leal - Ewerton de Castro como Beto - Nina de Pádua - Cidinha Milan - Buza Ferraz - Cláudia Jimenez como Aline - Isaac Bardavid - Dorinha Duval como vecina - Carlos Koppa - Arthur Costa Filho - Maria Sílvia - André Valli - José Mayer - Zaira Zambelli - Marcos Frota como Esdras - Cissa Guimarães - André Di Mauro - Maitê Proença |